# Patrick Alfred Pierce Moran
Patrick Alfred Pierce Moran FRS (Kings Cross (Sydney), 14 de julho de 1917 — Camberra, 19 de setembro de 1988), mais conhecido como Pat Moran, foi um estatístico australiano.

## Publicações selecionadas
Em adição a mais de 170 artigos, Moran escreveu 4 livros
- The Theory of Storage (1959; translated into Russian, 1963; Czech, 1967)
- The Statistical Processes of Evolutionary Theory (1962; translated into Russian, 1973)
- (com Maurice George Kendall) Geometrical Probability (1963; translated into Russian, 1972)
- An Introduction to Probability Theory (1967)